# MUSIC (中島美嘉のアルバム)
『MUSIC』（ミュージック）は、2005年3月9日にリリースされた中島美嘉の3枚目のフルアルバム。発売後、全国ツアー「MIKA NAKASHIMA LET'S MUSIC TOUR 2005」を開催した（後述）。

## 収録曲
1. 桜色舞うころ [4:56]
  - 作詞・作曲：川江美奈子／編曲：武部聡志

14thシングル。
2. 朧月夜〜祈り [6:01]
  - 作詞：高野辰之、中島美嘉／作曲：岡野貞一、葉加瀬太郎／編曲：葉加瀬太郎

ミニアルバム『朧月夜〜祈り』収録曲。
3. 火の鳥 [4:33]
  - 作詞：湯川れい子／作曲：内池秀和／編曲：冨田恵一

12thシングル。NHKで再アニメ化された同名の手塚治虫作品の主題歌でもあった。
4. 蜘蛛の糸 [5:55]
  - 作詞：中島美嘉／作曲：五島良子／編曲：森俊之

芥川龍之介の「蜘蛛の糸」をモチーフにしている。カネボウ KATE CMソング。
5. Rocking Horse [3:39]
  - 作詞：mmm.31f.jp、中島美嘉／作曲：Lensei／編曲：小西康陽

フジテレビ系ドラマ『正三角形の定義』主題歌。
6. Carrot & Whip [5:22]
  - 作詞：中島美嘉／作曲：五島良子／編曲：CHOKKAKU

13thシングル「LEGEND」のカップリング。明治製菓 リッチフラン CMソング　。
7. Shadows of you [4:26]
  - 作詞：Lori Fine（COLDFEET）、中島美嘉／作曲：Celetia Martin（Big Life Music）／編曲：羽毛田丈史
8. LEGEND  [5:47]
  - 作詞：中島美嘉／作曲：岡野泰也／編曲：COLDFEET

13thシングル。ソニー Hi-MD・MDウォークマンCMソング。
9. ヘムロック [6:44]
  - 作詞：中島美嘉／作曲：依田和夫／編曲：田中義人
10. SEVEN [4:27]
  - 作詞：中島美嘉／作曲：Lori Fine（COLDFEET）／編曲：COLDFEET

11thシングル。カネボウ KATE CMソング。
11. FAKE [5:14]
  - 作詞：宮﨑歩、中島美嘉／作曲：宮﨑歩／編曲：宮﨑歩

13thシングル「LEGEND」のカップリング。カネボウ KATE CMソング。
12. Fed up [6:07]
  - 作詞：中島美嘉／作曲：林浩司／編曲：根岸孝旨
13. ひとり [5:53]
  - 作詞：Satomi／作曲：松本良喜／編曲：島健

「雪の華」の続編的なバラード。アルバム発売後にリカットシングルとしてリリースされた。シングルバージョンはスクウェア・エニックスのゲームソフト『ドラッグオンドラグーン2 封印の紅、背徳の黒』主題歌。

## 演奏
- 中島美嘉
  - Vocals
  - Background Vocals (#2.5.7.10.12)
- 武部聡志：Piano (#1)
- 種子田健：Bass (#1)
- 朝川朋之：Harp (#1.8)
- 弦一徹ストリングス：Strings (#1.9)
- 山中雅文：Synthesizer Programming (#1)
- 柏木広樹：Strings Arrangement (#2)
- 柏木広樹ストリングス：Strings (#2)
- 葉加瀬太郎：Violin (#2)
- 宮崎みえこ：琴 (#2)
- 天野清継：Guitars (#2)
- 冨田恵一：Instruments, Treatments, Background Vocals Arrangement (#3)
- 金原千恵子ストリングス：Strings (#3.13)
- 山本拓夫
  - Alto Flute (#3)
  - Sax (#6)
- 藤田乙比古：French Horn (#3)
- 三沢またろう：Percussion (#3.9)
- 森俊之：All Programming, All Keyboards, Electric Guitar (#4)
- ASATO：Background Vocals & Background Vocals Arrangement (#4.5.6.9)
- 吉田哲人：Programming (#5)
- 有泉一：Drums (#5)
- 河上修：Bass (#5)
- 窪田晴男：Guitar (#5)
- 久米大作：Organ (#5)
- 竹上良成：Sax (#5)
- 灰野愛子、Suzumi：Background Vocals (#5)
- CHOKKAKU：Programming & Instruments (#6)
- 村田陽一：Trombone (#6)
- 菅坂雅彦：Trumpet (#6)
- 羽毛田丈史：Piano, Programming (#7)
- Lori Fine (COLDFEET)
  - Background Vocals (#7.8.10)
  - Background Vocals Arrangement (#7)
  - Keyboards (#8.10)
- 美久月千晴：Bass (#7)
- 西海孝：Guitar (#7)
- 江崎とし子：Background Vocals (#7)
- Watsui (COLDFEET)：Programming & Instruments (#8.10)
- 弦一徹：Strings Arrangement (#9)
- 田中義人、八巻誠：Programming (#9)
- 坂田学：Drums (#9)
- 松本圭司：Fender Rhodes, Hohner Clavinet (#9)
- 渡辺貴浩：Clavinet, Rhodes, Acoustic Piano (#10)
- Terrassy：Electric Guitar (#10)
- 山口とも：Conga, Bongo, Caxix (#10)
- 宮﨑歩：Programming & Instruments (#11)
- 鈴木恵子 (This Time)：Piano (#11)
- 宮崎隆睦：Tenor Sax (#11)
- 村山達哉：Strings Arrangement (#12)
- 向山テツ：Drums (#12)
- 根岸孝旨：Bass (#12)
- 西川進：Guitar (#12)
- 柴田俊文：Piano (#12)
- 村山桐山ストリングス：Strings (#12)
- 島健：Piano (#13)

## MIKA NAKASHIMA LET'S MUSIC TOUR 2005
『MIKA NAKASHIMA LET'S MUSIC TOUR 2005』（ミカ・ナカシマ・レッツ・ミュージック・ツアー・2005）は、中島美嘉のライヴ映像。

### 解説
アルバム『MUSIC』を携えた全国ツアーより、7月29日に行われた東京国際フォーラム ホール A及び8月7日に行われた大阪フェスティバルホール公演の模様を収録している。
前作のビデオ・クリップ集『FILM LOTUS IV』に続いて、携帯型ゲーム機・PSP専用のメディアソフトUMDが、本リリースから29日後の11月30日に発売された。

### 収録曲（ビデオ）
1. AMAZING GRACE
2. 蜘蛛の糸
3. Shadows of you
4. Carrot & Whip
5. Rocking Horse
6. ヘムロック
7. LEGEND
8. 雪の華
9. 愛してる
10. MY MEDICINE
11. GLAMOROUS SKY
12. Fed up
13. FAKE
14. Love Addict
15. SEVEN
16. LØVE NO CRY
17. 桜色舞うころ
18. ひとり
19. If I Ain't Got You
アリシア・キーズのカバー曲
20. A MIRACLE FOR YOU (end roll)